# Brandon Sanderson
Brandon Sanderson   (Lincoln, 19 de desembre de 1975) és un escriptor estatunidenc de literatura fantàstica i ciència-ficció. És conegut per l'univers fantàstic anomenat Cosmere on succeeixen les sèries Mistborn i The Stormlight Archive, i per ser qui va finalitzar la sèrie de fantasia èpica The Wheel of Time de Robert Jordan.

## Biografia
Brandon Sanderson va néixer el 19 de desembre de 1975 a Lincoln, Nebraska. Durant la seva adolescència va esdevenir un apassionat de la literatura fantàstica i va fer força intents d'escriure les seves pròpies històries. Després d'acabar els estudis secundaris l'any 1994, es va matricular a la Brigham Young University (BYU) per cursar estudis de bioquímica. Va agafar-se dos anys de permís del 1995 fins al 1997 per servir com a missioner voluntari per l'Església de Jesucrist dels Sants dels Darrers Dies i va ser destinat a Corea del Sud.
Un cop finalitzada la seva etapa com a missioner, va tornar a la universitat i va canviar d'estudis per cursar literatura anglesa. Mentre estudiava, va començar una feina de recepcionista de torn de nit a un hotel a Provo (Utah), ja que li permetia escriure durant les hores de feina. Un cop finalitzats els seus estudis de grau, va començar un Màster en escriptura creativa a la mateixa universitat, que va finalitzar el 2005. Durant aquesta època, Sanderson participava en la revista de la universitat de temàtica ficció especulativa.
Durant la seva època universitària Sanderson va escriure contínuament fent que el 2003 ja tingués escrites dotze novel·les, totes elles no publicades. Va ser mentre estava a la universitat que l'editor Moshe Feder li va proposar de publicar la seva sisena novel·la, Elantris, que l'havia rebut un any i mig abans. Elantris es va publicar l'any 2005 per l'editorial Tor Books amb èxit de crítica. Li van seguir les novel·les Mistborn: The final empire, el primer llibre de la trilogia fantàstica Mistborn.
Està casat des del 2006, el matrimoni té tres fills i resideix a American Fork, Utah.
Va escriure una seqüela a The Final Empire l'any 2007, i el mateix any va escriure el llibre infantil Alcatraz Versus the Evil Librarians sobre un nen anomenat Alcatraz que té l'habilitat de trencar coses que lluita contra un grup de bibliotecaris que volen conquerir el món. El tercer i últim llibre de la trilogia, The Hero of Ages, es va publicar el 2008. El mateix any va publicar-se el segon llibre de la sèrie d'Alcatraz, Alcatraz Versus the Scrivener's Bones. El mateix any començà un pòdcast juntament amb l'escriptor Dan Wells i el dibuixant Howard Tayler anomenat Writing Excuses, on es tractaven temes sobre creació i producció d'escriptura i webcòmics.
El 2009, l'editorial Tor Books va publicar Warbreaker, que s'havia publicat per parts a la pàgina web del mateix Sanderson mentre l'escrivia entre el 2006 i el 2008. El mateix any es va publicar el tercer llibre sobre Alcatraz, titulat Alcatraz Versus the Knights of Crystallia.
Després de la mort de Robert Jordan el setembre del 2007, la seva vídua i editora Harriet McDougl va triar Sanderson per completar els últims llibres de la sèrie de fantasia èpica La Roda del Temps (en anglès, The Wheel of Time). Després d'estudiar què feia falta per acabar la sèrie, Sanderson i Tor Books van anunciar que hi hauria tres llibres en lloc d'un. El primer d'ells, The Gathering Storm, es va publicar l'octubre de 2009, i va arribar al número u de llibres més venuts de la llista del New York Times.
El 2010, Sanderson va publicar la primera de deu novel·les planificades de la sèrie anomenada The Stormlight Archive titulada The Way of Kings. Va arribar a la posició setena de la llista de més venuts el New York Times. La següent novel·la de la sèrie de The Wheel of Time, Towers of Midnigh es va publicar el 2010, que va anar directament al número u de la llista de vendes. Poc després es va publicar la quarta novel·la d'Alcatraz, Alcatraz Versus the Shattered Lens.
L'octubre de 2011 va escriure un e-book titulat Infinity Blade: Awakening, basat en el joc de rol Infinity Blade, de la companyia Chair Entertainment i Epic Games. El novembre del mateix any va publicar una seqüela de la trilogia Mistborn, titulat Mistborn: The Alloy of Law. La idea original era fer-ne una sola novel·la ambientada 300 anys després de la trilogia original, però va acabar ampliant-se a una sèrie de quatre llibres.
L'agost de 2012 Sanderson va publicar una novel·la de ciència-ficció titulada Legion. A l'octubre va publicar una novel·la curta, The Emperor's Soul. El gener del 2013, es va publicar l'últim llibre de la sèrie La Roda del Temps, A Memory of Light. Al maig, va publicar la primera d'una sèrie de novel·les juvenils titulat The Rithmatist. El setembre del mateix any va començar una altra sèrie per públic juvenil anomenada The Reckoners amb la publicació de Steelheart. El 2014 es va publicar el segon llibre de la sèrie The Stormlight Archive, titulada Words of Radiance. La segona novel·la de la sèrie Legion, Legion:Skin Deep es va publicar el novembre de 2014. El gener de 2015, va sortir el segon llibre de The Reckoners, titulat Firefight. L'octubre del mateix any, va publicar Mistborn: Shadows of Self com a continuació de The Alloy of Law.
El gener de 2016, es va publicar la seqüela de Shadows of Self, titulada Mistborn: The Bands of Mourning. Al febrer va publicar el tercer i últim llibre de la trilogia Reckoners, Calamity. El juny del mateix any es va publicar la primera novel·la gràfica basada en guions de Sanderson i Rik Hoskin, i dibuixat per Julius Gopez. El setembre de 2016 es va publicar el cinquè i últim llibre de la sèrie Alcatraz: Alcatraz Versus the Dark Talent. Aquest mateix any la productora audiovisual DMG Entertainment va aconseguir els drets de l'univers Cosmere per la realització de pel·lícules.

## Univers Cosmere
Cosmere és el nom d'una de les sèries i de l'univers on succeeixen les històries de: Elantris, Mistborn, Warbreaker, The Stormlight Archive, White Sand i Arcanum Unbounded: The Cosmere Collection.
La mitologia d'aquest univers comença amb un ser misteriós anomenat Adonalsium que existia en un món conegut com a Yolen. Adonalsium va ser assassinat per un grup de setze conspiradors, provocant que el seu poder es repartís en setze parts, cada un amb un poder immens. Els setze conspiradors que van aconseguir aquests setze trossos, van crear mons nous, repoblant-los amb gent i omplint-los de diversos tipus de màgia. Tot i això, cada un dels trossos té una intenció, afectant el món creat per cada tros. Hi ha un personatge, de nom Hoid, que viajta per aquests mons (Shardworlds).

## Obres[19]

### Novel·les curtes
- Legion: Publicada a Espanya per l'editorial Fantascy l'abril de 2014 en castellà.
- L'ànima de l'emperador: és el primer llibre de Sanderson publicat al català. Es va publicar el novembre del 2024 per l'editorial Duna llibres.[20]

### Novel·les autoconclusives
- Elantris (2005), publicada a Espanya amb la col·lecció NOVA l'any 2006 en castellà.
- Warbreaker (2009) - Es va publicar en tapa dura als EUA el juny de 2009. Sanderson va anar publicant parts d'aquest llibre sota una llicència Creative Commons.[21] També hi ha disponibles esborranys de diversos capítols.

### The rithmatist
- El Rithmatista (The rithmatist, 2016), publicada a Espanya a la col·lecció NOVA el 2016 en castellà.

### Infinity Blade
- Infinity Blade: Awakening (2011) publicada en Espanya a la col·lecció NOVA en castellà.
- Infinity Blade: Redemption (2013) publicada en Espanya a la col·lecció NOVA en castellà.

### Alcatraz
- Alcatraz Versus the Evil Librarians (2007), publicada en Espanya per l'editorial B de Books el 2016 en castellà.
- Alcatraz Versus the Scrivener's Bones (2008), publicada en Espanya per l'editorial B de Books en 2016 en castellà.
- Alcatraz Versus the Knights of Crystallia (2009).
- Alcatraz Versus the Dark Talent (2010).

### Mistborn('Fills de la boira')
- Fills de la boira (2006): ha estat la segona obra de Sanderson a ser publicada en català el febrer del 2025 per l'editorial Mai Més.[22] Originalment, la novel·la s'anomenava The Final Empire («L'imperi final»).
- El pou de l'ascensió (2007): serà la tercera obra de Sanderson traduïda al català i està anunciada per a l'estiu del 2025.
- The Hero of Ages (2008), publicada a Espanya a la col·lecció NOVA el 2010 en castellà.
- The Alloy of Law (2011), publicada a Espanya per l'editorial B de Books el 2012 en castellà.
- Shadows of Self (2015), publicada a Espanya per l'editorial B de Books el 2016 en castellà.
- The Bands of Mourning (2017), publicada a Espanya a la col·lecció NOVA el 2017 en castellà.
- The Lost Metal (2022), publicada a Espanya a la col·lecció NOVA el 2022 en castellà.
- Allomancer Jak and the Pits of Eltania (?)
- Mistborn: Secret History (2016)

### The Wheel of Time('La Roda del Temps')
- The Gathering Storm (2009), publicada a Espanya per Timun Mas el 2010 en castellà.
- Towers of Midnight (2010), publicada a Espanya per Timun Mas el 2011 en castellà.
- A Memory of Light (2013), publicada a Espanya per Timun Mas el 2013 en castellà.
- Unfettered (2013)

### The Stormlight Archive
- The Way of Kings (2010), publicada a Espanya a la col·lecció NOVA el 2012 en castellà.
- Words of Radiance (2014), publicada a Espanya a la col·lecció NOVA el 2015 en castellà.
- Oathbringer (2017), publicada a Espanya a la col·lecció NOVA el 2018 en castellà.
- Rhythm of War (2020), publicada a Espanya a la col·lecció NOVA el 2020 en castellà.

### Trilogia de les Reckoners
- Steelheart (2014).
- Firefight (2015).
- Calamity (2016).